# Namahyrax corvus
Il namairace (Namahyrax corvus) è un mammifero estinto appartenente agli iracoidi. Visse nell'Eocene medio (circa 48 - 40 milioni di anni fa) e i suoi resti fossili sono stati ritrovati in Africa.

## Descrizione
Questo animale è noto solo per fossili incompleti, ed è quindi difficile ricostruirne l'aspetto. Probabilmente doveva assomigliare alle attuali procavie, anche se forse possedeva un cranio più allungato. Namahyrax possedeva una dentatura estremamente brachiodonte (con molari a corona bassa); i molari erano dotati di un parastilo molto grande, un mesostilo moderato e un piccolo metastilo. Il cingulum posteriore dell'ipocono era ben sviluppato, ed erano presenti piccoli speroni che conducevano a una valle longitudinale opposta al parastilo e al metacono. Era inoltre presente un acuto cingulum buccale nei denti tra il terzo premolare e il terzo molare superiore. Il secondo incisivo inferiore era dotato di deboli incisioni. La sinfisi mandibolare era concava ventralmente. In generale, la dentatura era più primitiva rispetto a quella dell'affine Dimaitherium dell'Egitto, e differiva da quella di Seggeurius e Bunohyrax per l'estrema brachidonzia e per il grande parastilo sui molari superiori. 

## Classificazione
Namahyrax corvus è considerato uno dei più antichi e arcaici iracoidi conosciuti. Venne descritto per la prima volta nel 2008, sulla base di resti fossili rinvenuti nella zona di Black Crow (Sperrgebiet) in Namibia. Ulteriori fossili descritti nel 2018 indicano che Namahyrax potrebbe essere stato un rappresentante dei Geniohyidae, un gruppo di iracoidi arcaici comprendenti anche Geniohyus dell'Egitto. 